# Polyommatus mariscolore
Polyommatus mariscolore är en fjärilsart som beskrevs av Kane 1893. Polyommatus mariscolore ingår i släktet Polyommatus och familjen juvelvingar. Inga underarter finns listade i Catalogue of Life.